# Nati nel 1930/Agosto
| Questa pagina contiene informazioni ricavate automaticamente dalle voci biografiche con l'ausilio del template Bio e di un bot. L'aggiornamento è periodico e automatico e ricostruisce completamente la pagina. Se manca una persona in questa lista, sei pregato di non aggiungerla, ma accertati piuttosto che la sua voce biografica contenga il template Bio e che i dati anagrafici siano correttamente compilati. Se il template Bio manca, inseriscilo tu stesso o, in alternativa, metti l'avviso {{tmp\|Bio}} che ne segnala la mancanza. Se i dati riportati sono sbagliati, correggi direttamente la voce biografica; le modifiche saranno visibili in questa lista entro pochi giorni. Per chiarimenti vedi il progetto biografie. La lista contiene solo le 202 persone che sono citate nell'enciclopedia e per le quali è stato implementato correttamente il template Bio. Pagina aggiornata al 2 mag 2025. |

- 1º agosto - Eugene Kornel Balon, ittiologo e scrittore canadese († 2013)
- 1º agosto - Lionel Bart, compositore e librettista inglese († 1999)
- 1º agosto - Mara Lane, attrice austriaca († 2014)
- 1º agosto - Pierre Bourdieu, sociologo e antropologo francese († 2002)
- 1º agosto - Julie Bovasso, attrice statunitense († 1991)
- 1º agosto - Lawrence Eagleburger, politico statunitense († 2011)
- 1º agosto - Ernesto Fonseca Carrillo, criminale messicano
- 1º agosto - Károly Grósz, politico ungherese († 1996)
- 1º agosto - Geoffrey Holder, attore, coreografo e regista teatrale trinidadiano († 2014)
- 1º agosto - Predrag Marković, calciatore jugoslavo († 1979)
- 2 agosto - Giovanni Andreoni, politico italiano († 2016)
- 2 agosto - Vincenzo Cappelletti, filosofo e storico della scienza italiano († 2020)
- 2 agosto - Paul Fusco, fotografo statunitense († 2020)
- 2 agosto - Eddie Locke, batterista statunitense († 2009)
- 2 agosto - Vali Myers, ballerina e pittrice australiana († 2003)
- 2 agosto - Harry Webster, calciatore inglese († 2008)
- 3 agosto - Giuseppe Bagliani, calciatore italiano († 2001)
- 3 agosto - Luigi Brugola, calciatore italiano († 2007)
- 3 agosto - Silvio Buzzi, oncologo e neurologo italiano († 2009)
- 3 agosto - Franco Escoffiér, giornalista e scrittore italiano († 1995)
- 3 agosto - Alessandro Martinengo, ispanista italiano († 2021)
- 3 agosto - Dino Piana, musicista e trombonista italiano († 2023)
- 3 agosto - Joachim Poon, cestista taiwanese († 2021)
- 4 agosto - Jeanne Carmen, attrice statunitense († 2007)
- 4 agosto - Enrico Castellani, pittore italiano († 2017)
- 4 agosto - Nello Ciangherotti, direttore d'orchestra, compositore e arrangiatore italiano († 2024)
- 4 agosto - Götz Friedrich, regista teatrale tedesco († 2000)
- 4 agosto - Albert Keck, calciatore tedesco († 1990)
- 4 agosto - Mario Picchi, presbitero italiano († 2010)
- 4 agosto - Ali al-Sistani, religioso iraniano
- 4 agosto - Francesco Di Castri, ecologo italiano († 2005)
- 5 agosto - Neil Armstrong, astronauta e aviatore statunitense († 2012)
- 5 agosto - Ėmin Levonovič Chačaturjan, compositore e direttore d'orchestra sovietico († 2000)
- 5 agosto - Richie Ginther, pilota di Formula 1 statunitense († 1989)
- 5 agosto - Alex Grossmann, fisico croato († 2019)
- 5 agosto - Michal Kováč, politico slovacco († 2016)
- 5 agosto - Jean Laudet, ex canoista francese
- 5 agosto - Joan Weldon, attrice e cantante statunitense († 2021)
- 6 agosto - Svein Bergersen, calciatore norvegese († 2005)
- 6 agosto - Carlo Bertelli, storico dell'arte e funzionario italiano
- 6 agosto - Tom Brennan, cestista statunitense († 1990)
- 6 agosto - Fred Christ, ex cestista statunitense
- 6 agosto - Maria Luisa Galli, politica italiana († 2019)
- 6 agosto - Fernando Karadima, presbitero e criminale cileno († 2021)
- 6 agosto - Abbey Lincoln, cantante, compositrice e attrice statunitense († 2010)
- 6 agosto - Rubén Morán, calciatore uruguaiano († 1978)
- 6 agosto - David Robinson, critico cinematografico e scrittore inglese
- 6 agosto - Giuseppe Salerno, calciatore e allenatore di calcio italiano († 2023)
- 6 agosto - Örjan Widén, cestista svedese († 2025)
- 6 agosto - Robert Zagury, ex cestista francese
- 6 agosto - Johnnie van Gent, pallanuotista sudafricano
- 6 agosto - Tsutomu Ōshima, artista marziale giapponese
- 7 agosto - Vito Di Terlizzi, maratoneta italiano († 2021)
- 7 agosto - Sergio Fantoni, attore, doppiatore e regista teatrale italiano († 2020)
- 7 agosto - Lucio Flauto, attore, comico e conduttore televisivo italiano († 1987)
- 7 agosto - Franco Nicastro, giornalista e saggista italiano († 2023)
- 7 agosto - Toğrul Nərimanbəyov, pittore azero († 2013)
- 7 agosto - Franca Polesello, attrice italiana († 2021)
- 7 agosto - Veljo Tormis, compositore estone († 2017)
- 7 agosto - Veludo, calciatore brasiliano († 1973)
- 8 agosto - Ugo Amicosante, tiratore a segno italiano († 2019)
- 8 agosto - John Joseph Leibrecht, vescovo cattolico statunitense
- 8 agosto - Joan Mondale, artista e politica statunitense († 2014)
- 8 agosto - Terry Nation, sceneggiatore gallese († 1997)
- 8 agosto - Jerry Tarkanian, allenatore di pallacanestro statunitense († 2015)
- 9 agosto - Süreyya Duru, regista e produttore cinematografico turco († 1988)
- 9 agosto - Pierangelo Garegnani, economista italiano († 2011)
- 9 agosto - Fernando Jara, calciatore cileno († 2023)
- 9 agosto - Ralph Lombardo, mafioso statunitense († 2022)
- 9 agosto - Steno Marcegaglia, imprenditore e sindacalista italiano († 2013)
- 10 agosto - Luigi De Filippo, attore, commediografo e regista italiano († 2018)
- 10 agosto - Giuseppe Filippo, poliziotto italiano († 1980)
- 10 agosto - Fakir Musafar, artista, fotografo e piercer statunitense († 2018)
- 10 agosto - Jorma Panula, compositore e direttore d'orchestra finlandese
- 10 agosto - Derek Sullivan, calciatore gallese († 1983)
- 10 agosto - Barry Unsworth, scrittore inglese († 2012)
- 11 agosto - Attilio Micheluzzi, fumettista italiano († 1990)
- 11 agosto - Gino Saccavini, politico italiano († 2011)
- 11 agosto - Bruno Segre, storico e filosofo italiano († 2023)
- 11 agosto - Mario Spagnol, editore italiano († 1999)
- 11 agosto - Nadir Tedeschi, politico italiano († 2021)
- 12 agosto - Édson Campos Martins, calciatore brasiliano († 1991)
- 12 agosto - Richard Cavendish, storico e scrittore britannico († 2016)
- 12 agosto - Harry Babcock, giocatore di football americano statunitense († 1996)
- 12 agosto - Mary Ann Hoberman, scrittrice statunitense († 2023)
- 12 agosto - Ángel Schandlein, calciatore argentino († 1998)
- 12 agosto - George Soros, imprenditore ungherese
- 12 agosto - Lionello Sozzi, francesista, traduttore e critico letterario italiano († 2014)
- 12 agosto - Jacques Tits, matematico francese († 2021)
- 13 agosto - Don Ho, cantante e attore statunitense († 2007)
- 13 agosto - Robert Monclar, cestista francese († 2012)
- 13 agosto - Don Penwell, cestista statunitense († 2012)
- 13 agosto - Janine Reynaud, modella e attrice francese († 2018)
- 14 agosto - Alfredo Arpaia, politico italiano († 2019)
- 14 agosto - Eddie Costa, pianista e vibrafonista statunitense († 1962)
- 14 agosto - Liz Fraser, attrice britannica († 2018)
- 14 agosto - Bruno Lazzaro, politico italiano († 2020)
- 14 agosto - Pedro Lombardía, giurista spagnolo († 1986)
- 14 agosto - Joseph Powathil, arcivescovo indiano († 2023)
- 14 agosto - Jerry Solomon, politico statunitense († 2001)
- 15 agosto - Ljudmila Chitjaeva, attrice sovietica
- 15 agosto - Antonio Graziani, politico italiano († 2007)
- 15 agosto - Michele Reina, politico italiano († 1979)
- 15 agosto - José María Zárraga, calciatore spagnolo († 2012)
- 16 agosto - Simha Arom, etnomusicologo francese
- 16 agosto - Robert Culp, attore, sceneggiatore e regista statunitense († 2010)
- 16 agosto - Frank Gifford, giocatore di football americano statunitense († 2015)
- 16 agosto - Luigi Giuliano, allenatore di calcio e calciatore italiano († 1993)
- 16 agosto - Giuliano Gori, collezionista d'arte e imprenditore italiano († 2024)
- 16 agosto - Norma Icardi, ex ginnasta italiana
- 16 agosto - Flor Silvestre, cantante, attrice e cavallerizza messicana († 2020)
- 16 agosto - Leslie Manigat, politico haitiano († 2014)
- 16 agosto - Fulvio Papi, filosofo italiano († 2022)
- 16 agosto - Antonio Permunian, calciatore svizzero († 2020)
- 16 agosto - Tony Trabert, tennista statunitense († 2021)
- 16 agosto - Wolfgang Völz, attore e doppiatore tedesco († 2018)
- 17 agosto - Simone Arnold Liebster, scrittrice francese
- 17 agosto - Harve Bennett, produttore cinematografico, produttore televisivo e sceneggiatore statunitense († 2015)
- 17 agosto - Jean Bourlès, ciclista su strada francese († 2021)
- 17 agosto - Günther Glomb, allenatore di calcio e calciatore tedesco († 2015)
- 17 agosto - Bob Hodges, cestista statunitense († 2012)
- 17 agosto - Ted Hughes, poeta e scrittore inglese († 1998)
- 17 agosto - Jaroslav Košnar, calciatore cecoslovacco († 1985)
- 17 agosto - Angelo Narducci, giornalista e politico italiano († 1984)
- 17 agosto - Valerij Dmitrievič Osipov, scrittore, giornalista e sceneggiatore sovietico († 1985)
- 17 agosto - Renzo Righetti, arbitro di calcio e dirigente sportivo italiano († 2013)
- 17 agosto - BeBe Shopp, modella statunitense
- 18 agosto - Gene Bartow, allenatore di pallacanestro statunitense († 2012)
- 18 agosto - Germana Caroli, cantante italiana († 2024)
- 18 agosto - Girolamo Grillo, vescovo cattolico e sociologo italiano († 2016)
- 18 agosto - Gianfranco Lazzaro, scrittore, poeta e giornalista italiano († 2018)
- 19 agosto - Amedeo Bonistalli, calciatore italiano († 1958)
- 19 agosto - David G. Compton, scrittore britannico († 2023)
- 19 agosto - Frank McCourt, scrittore e docente statunitense († 2009)
- 19 agosto - Józef Świder, compositore e pedagogo polacco († 2014)
- 20 agosto - Mario Bernardi, direttore d'orchestra e pianista canadese († 2013)
- 20 agosto - Nicole Le Douarin, biologa francese
- 20 agosto - Jan Olszewski, avvocato polacco († 2019)
- 20 agosto - Maria Pacini Fazzi, editrice italiana († 2024)
- 20 agosto - Walter Valdi, cantautore, cabarettista e attore italiano († 2003)
- 21 agosto - Ennio Antonangeli, fotografo e editore italiano († 2013)
- 21 agosto - Jun Ashida, stilista e imprenditore giapponese († 2018)
- 21 agosto - Lucio Balestrieri, storico e economista italiano († 1987)
- 21 agosto - Piero Buscaroli, giornalista, critico musicale e scrittore italiano († 2016)
- 21 agosto - Gogliardo Fiaschi, anarchico e partigiano italiano († 2000)
- 21 agosto - Filippo Illuminato, partigiano italiano († 1943)
- 21 agosto - Margaret, contessa di Snowdon, principessa britannica († 2002)
- 21 agosto - Joseph McElroy, scrittore statunitense
- 21 agosto - Frank Perry, regista, produttore cinematografico e sceneggiatore statunitense († 1995)
- 22 agosto - Guido Giannettini, giornalista, agente segreto e attivista italiano († 2003)
- 22 agosto - Gylmar dos Santos Neves, calciatore brasiliano († 2013)
- 22 agosto - Günter Gräwert, attore e regista tedesco († 1996)
- 22 agosto - Jim Iverson, cestista e allenatore di pallacanestro statunitense († 2020)
- 22 agosto - Valentina Nazarenko, cestista sovietica († 2014)
- 22 agosto - Antonio Panizzolo, calciatore italiano († 2019)
- 23 agosto - Renzo Accordi, ciclista su strada italiano († 2005)
- 23 agosto - Cabeção, calciatore brasiliano († 2020)
- 23 agosto - Andy Ireland, politico statunitense († 2024)
- 23 agosto - Edmund Koller, bobbista tedesco († 1998)
- 23 agosto - Michel Rocard, funzionario e politico francese († 2016)
- 23 agosto - Yair Tzaban, politico israeliano
- 24 agosto - Jackie Brenston, cantante e sassofonista statunitense († 1979)
- 24 agosto - Pedro Consuegra, pallanuotista argentino († 2000)
- 24 agosto - Tuanku Bahiyah, sovrana malese († 2003)
- 25 agosto - Baldur Ragnarsson, scrittore e esperantista islandese († 2018)
- 25 agosto - Sean Connery, attore e produttore cinematografico scozzese († 2020)
- 25 agosto - Georgij Nikolaevič Danelija, attore, regista e sceneggiatore sovietico († 2019)
- 25 agosto - Graham Jarvis, attore statunitense († 2003)
- 25 agosto - Galina Stepina, cestista sovietica († 2013)
- 25 agosto - Crispin Tickell, diplomatico e ambientalista britannico († 2022)
- 25 agosto - Isaac Walthour, cestista statunitense († 1977)
- 26 agosto - Wellington Burtnett, hockeista su ghiaccio statunitense († 2013)
- 26 agosto - Giuseppe Nuoto, ex calciatore italiano
- 27 agosto - Archimede Casadei Lucchi, politico italiano
- 27 agosto - Gholam Reza Takhti, lottatore iraniano († 1968)
- 28 agosto - Gian Franco Anedda, politico e avvocato italiano († 2020)
- 28 agosto - Walmor Chagas, attore brasiliano († 2013)
- 28 agosto - Ben Gazzara, attore e regista statunitense († 2012)
- 28 agosto - Kyoko Hayashi, scrittrice giapponese († 2017)
- 28 agosto - Irinej, monaco cristiano, vescovo ortodosso e arcivescovo ortodosso serbo († 2020)
- 28 agosto - Nikolaj Sokolov, siepista sovietico († 2009)
- 29 agosto - Gundolf Ernst, geologo, mineralogista e paleontologo tedesco († 2002)
- 29 agosto - Carlos Loyzaga, cestista e allenatore di pallacanestro filippino († 2016)
- 29 agosto - Atif Sidqi, politico egiziano († 2005)
- 29 agosto - Loredana Simonetti, ex mezzofondista italiana
- 29 agosto - Jim Walsh, cestista statunitense († 1976)
- 29 agosto - Skippy Whitaker, cestista statunitense († 1990)
- 30 agosto - Ernie Ball, imprenditore e musicista statunitense († 2004)
- 30 agosto - Warren Buffett, imprenditore, economista e filantropo statunitense
- 30 agosto - Olimpia Cavalli, attrice italiana († 2012)
- 30 agosto - Choi Chung-min, allenatore di calcio e calciatore sudcoreano († 1983)
- 30 agosto - Alessandro Ferrari, calciatore italiano († 2006)
- 30 agosto - Nikki R. Keddie, orientalista statunitense
- 30 agosto - Piero Leddi, pittore italiano († 2016)
- 30 agosto - Paul Poupard, cardinale, arcivescovo cattolico e storico delle religioni francese
- 30 agosto - Lino Puglisi, baritono e attore italiano († 2012)
- 30 agosto - Mauro Ramos, calciatore brasiliano († 2002)
- 30 agosto - Elio Rampinelli, ex calciatore italiano
- 31 agosto - Umberto Pellegrini, fisico italiano († 2014)
- 31 agosto - Ronald Leo Sprinkle, psicologo statunitense
- 31 agosto - Tengku Ampuan Bariah, sovrana malese († 2011)
- 31 agosto - Lou Tsioropoulos, cestista statunitense († 2015)